# Ambondro (plaats)
Ambondro is een plaats en commune in het zuiden van Madagaskar, behorend tot het district Ambovombe, dat gelegen is in de regio Androy. Tijdens een volkstelling in 2001 telde de plaats 9.915 inwoners. De plaats is gelegen aan de Route nationale 10.
De plaats biedt enkel lager onderwijs en beperkt middelbaar onderwijs aan. 58% van de bevolking werkt er als landbouwer en 40% houdt zich bezig met veeteelt. De meest belangrijke landbouwproducten zijn maniok en cowpeas, overige belangrijke producten zijn pinda's, mais en zoete aardappelen. Verder is 2% actief in de dienstensector.